# Nicolas Wilmshöfer
Nicolas Wilmshöfer (* 20. März 1984 in Düsseldorf) ist ein deutscher Hockeyspieler.

## Leben
Wilmshöfer begann seine Hockeylaufbahn im Alter von fünf Jahren im Deutschen Sportklub Düsseldorf (DSD) im Jahr 1989. In den folgenden Jahren durchlief er alle Kinder- und Jugendmannschaften des Vereins. Im Zuge seines Studiums in Göttingen wechselte er 2005 zum Braunschweiger THC (2. Bundesliga), ehe er im Jahr 2013 wieder nach Düsseldorf zurückkehrte und dort zunächst wieder für den DSD auflief. 2015 wechselte er für eine Saison zu dem irischen Verein „Railway Union Hockey Club“. Seit 2016 spielt Wilmshöfer wieder für seinen Jugendverein DSD aktiv als Stürmer bis zum heutigen Tag (Stand 3/2024).
Im Laufe seiner Hockeykarriere feierte Wilmshöfer verschiedene Erfolge sowohl in der Halle als auch auf dem Feld. Mit dem DSD wurde er 1996 Westdeutscher Meister der Knaben B auf dem Feld. In der Feldsaison 1998 wurde er dritter in der deutschen Meisterschaft der Knaben A. In der Hallensaison 1999 unterlag Wilmshöfer erst im Finale im Sieben-Meter-Schießen dem Hockey- und Tennisverein Stuttgarter Kickers e.V. und wurde deutscher Vizemeister der Knaben A. 
Für den irischen Verein „Railway Union Hockey Club“ spielte Wilmshöfer in der ersten irischen Hockey-Liga und feierte 2015 seinen ersten nationalen Titel im Herren-Hockey-Bereich und wurde irischer Hallen-Hockey-Meister. Im selben Jahr nahm das Team an dem europäischen Wettbewerb „Euro Hockey Indoor Club Challenge“ in Rotterdam teil. 
In den folgenden Jahren spielte er über mehrere Saisons für den DSD in der 2. Deutschen Hockey Bundesliga.
Nicolas Wilmshöfer spielte Zeit seines Lebens als Mittelstürmer. Er ist mit den meisten geschossenen Toren und Assists in Liga- und Pokalspielen beim Deutschen Sportclub Düsseldorf aktuell der All-time Top-Scorer im Bereich Feldhockey/Hallenhockey.